# Go Live from Paris
| Recensione | Giudizio |
| ---------- | -------- |
| AllMusic   | [ 1 ]    |

Go Live from Paris (1976) è il secondo album di Go, registrato a Parigi al Palais Des Sports il 12 giugno 1976.

## Musicisti
- Stomu Yamashta - percussioni e tastiere
- Steve Winwood - voce e piano
- Michael Shrieve - batteria
- Klaus Schulze - sintetizzatori
- Al Di Meola - chitarra solista
- Jerome Rimson - basso
- Brother James - conga
- Pat Thrall - chitarra
- Karen Friedmann - corista

## Brani
Tutte le canzoni sono state composte da Stomu Yamash'ta con testi di Michael Quartermain, tranne Winner Loser (testo di Steve Winwood).
1. Space Song - 2:30
2. Carnival - 1:12
3. Wind Spin - 9:30
4. Ghost Machine - 3:45
5. Surf Spin - 2:20
6. Time is Here - 9:20
7. Winner Loser - 5:10
8. Solitude - 2:00
9. Nature - 4:25
10. Air Voice - 1:19
11. Crossing The Line - 7:50
12. Man of Leo - 15:30
13. Stellar - 1:25
14. Space Requiem - 3:25